# Тихонов, Иван Михайлович
Иван Михайлович Тихонов (29 января 1922, Совец, Смоленская губерния — 23 февраля 2004, Заволжск, Ивановская область) — старший аппаратчик Заволжского химического завода имени М. В. Фрунзе, Ивановская область.

## Биография
Родился 29 января 1922 года в деревне Совец (ныне — в Западнодвинском округе Тверской области) в крестьянской семье. В 1931 году лишился родителей, воспитывался в детском доме. Окончил 7 классов. С 1939 года жил в поселке Заволжье Ивановской области, работал на химическом заводе имени Фрунзе.
В сентябре 1941 года был призван в Красную Армию. Воевал десантником, минометчиком, разведчиком на Ленинградском фронте. Был три раза ранен, награждён орденом Славы 3-й степени. Член ВКП/КПСС с 1943 года. После третьего тяжелого ранения в августе 1944 года был комиссован.
Вернулся в Заволжье и вновь пошел работать на химический завод. Работал аппаратчиком 5-го цеха, изучил и в совершенстве освоил технологию всех восьми производств, используемых в цехе. Со времени стал лучшим аппаратчиком предприятия, свободно заменял когда это было нужно начальников смен. Нормы выработки выполнял не ниже, чем на 115 %.
Указом Президиума Верховного Совета СССР от 20 апреля 1971 года за выдающиеся успехи в выполнении заданий восьмого пятилетнего плана Тихонову Ивану Михайловичу присвоено звание Героя Социалистического Труда с вручением ему ордена Ленина и золотой медали «Серп и Молот».
Жил и работал в городе Заволжске. Скончался 23 февраля 2004 года. Похоронен на кладбище Заволжска.

## Награды
- Золотая медаль «Серп и Молот» Героя Социалистического Труда и орден Ленина (20.4.1971).
- Орден «Знак Почёта».
- Орден Славы 3-й степени (27.01.1944)[1].
- Орден Отечественной войны I степени (6.4.1985)[2].
- Медали.